# Базеліос Клееміс Тоттункал
Мар Базеліос Клееміс (Іссак) Тоттункал (англ. Baselios Cleemis Isaac Thottunkal, малаял. ബസേലിയോസ്‌ ക്ലീമിസ്; нар. 15 червня 1959, Муккоор, Індія) — індійський сиро-маланкарський католицький кардинал. Титулярний єпископ Чаяла Сиро-маланкарського та єпископ-помічник Трівандрума Сиро-маланкарського і апостольський візитатор для сиро-маланкарців у Європі та Північній Америці з 18 червня 2001 до 11 вересня 2003 року. Єпископ Тірувалли Сиро-маланкарської з 11 вересня 2003 до 15 травня 2006 року. Архієпископ Тірувалли Сиро-маланкарської з 15 травня 2006 до 8 лютого 2007 року. Верховний архієпископ Трівандрума — глава Сиро-маланкарської католицької церкви з 8 лютого 2007 року. Кардинал-священик с титулом церкви S. Gregorio VII з 24 листопада 2012 року.